# Ferrovia Litorânea Sul
A Ferrovia Litorânea foi incluída no Plano Nacional de Viação no dia 5 de Maio de 2008 com as identificações de EF-451 e EF-485. A parte dela denominada EF-485 ligará as cidades de Porto União e São Francisco do Sul, enquanto que a EF-451 ligará as cidades de São Francisco do Sul (SC) e Imbituba (SC).

## Trecho litorâneo (EF-451)
Até 26 de Junho de 2009 deve ser concluída uma licitação para a elaboração do Estudo de Impacto Ambiental deste trecho. O consórcio vencedor terá então 540 dias para realizar o estudo.

## Trecho do interior (EF-485)
Este trecho da ferrovia ligará as cidades de Porto União, Mafra e São Francisco do Sul, todas no estado de Santa Catarina, totalizando 460 km.

## Trecho vetado (EF-488)
Um outro trecho da Ferrovia Litorânea Sul de Santa Catarina, denominado, EF-488 foi vetado do Plano Nacional de Viação por ser coincidente com a Ferrovia Tereza Cristina.

## Trecho vetado (EF-140)
Um trecho identico ao da EF-451 já foi proposto para ser incluso no Plano Nacional de Viação com a identificação de EF-140, mas este foi vetado. Para licitações que usem a referência EF-140 deve-se considerar que na verdade elas se referem a EF-451.